# Slottskär

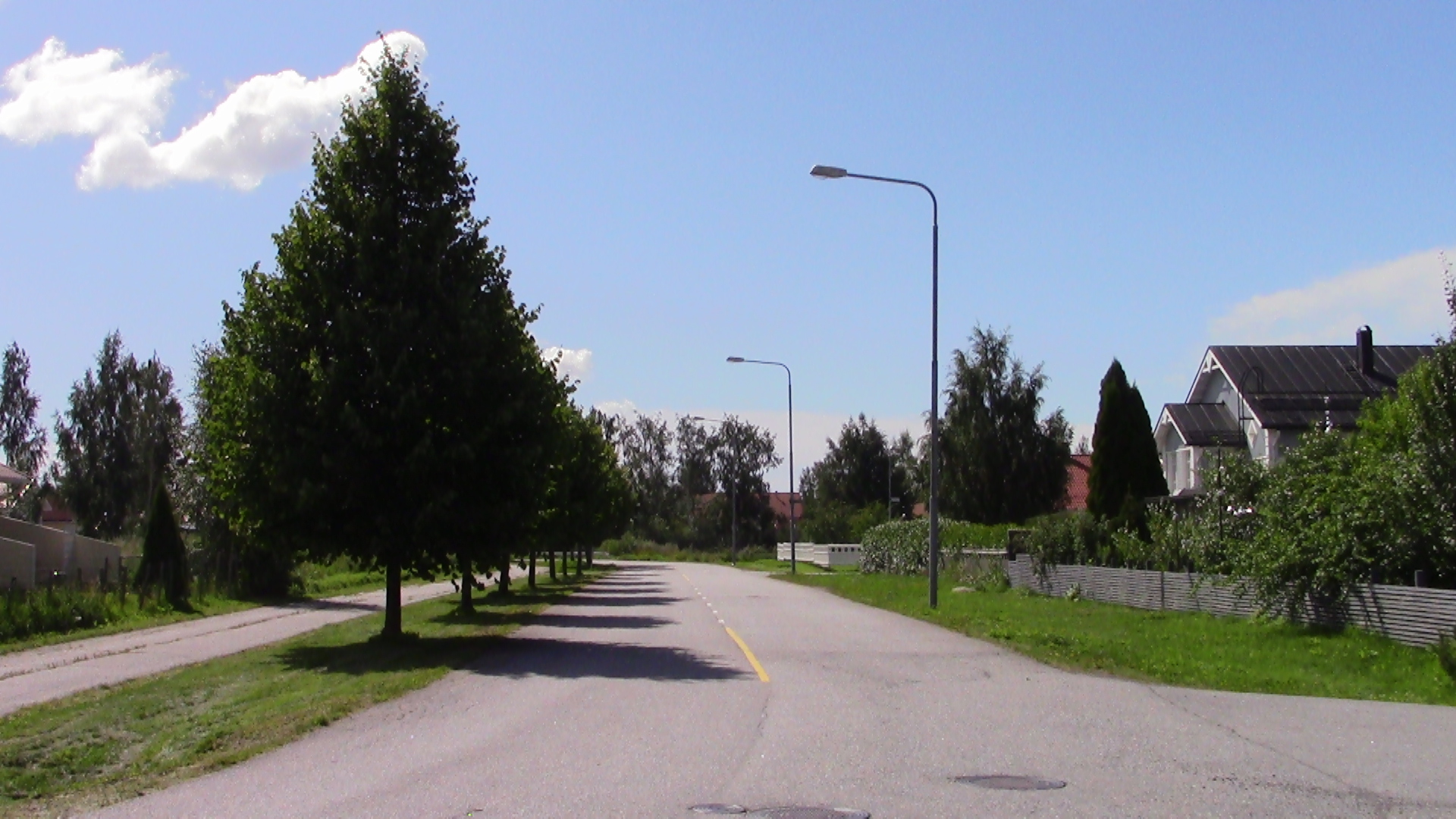
Iltaruskovägen i Slottskär.

Slottskär (det finska namnet Lotskeri är en omskrivning av det ursprungliga svenska) är stadsdel (nr. 55) i norra Björneborg, Finland. Inom området finns följande bostadsområden: Hjulböle, Tuulikylä, Borgmästarholmen och Hjulböleviken. Slottskär har utvecklats som ett villaoområde med tät bebyggelse sedan början av 2000-talet.